# Alzina de Can Cotet
L'alzina de Can Cotet (Quercus ilex subsp. ballota) es troba en un prat de dall tancat amb una filera de freixes a La Farga de Moles (les Valls de Valira) a la comarca de l'Alt Urgell i destaca per les seues alçària i envergadura insòlites amb relació a altres alzines de la contrada.

## Dades descriptives
- Perímetre del tronc a 1,30 m: 3,43 m.
- Perímetre de la base del tronc: 4,13 m.
- Alçada: 20,06 m.
- Amplada de la calçada: 13,67 m.
- Altitud sobre el nivell del mar: 836 m.[1]

## Entorn
La coberta vegetal que l'envolta mostra una gran diversitat: entre moltes altres espècies, hi ha trèvol de prat, ortiga, llengua de bou, pastanaga borda, dent de lleó, plantatge de fulla estreta, herba talpera, herba remuguera, seneci del Cap, herba de Sant Joan, vidiella, gavarrera i esbarzer. Amb estructura arbòria hi ha aladern, pomera, noguera i cirerer de bosc. Pel que fa a la fauna, s'hi pot observar l'àliga marcenca i l'oreneta cuablanca a l'estiu, i el picot verd, el pardal comú i, fins i tot, el trencalòs al llarg de l'any.

## Aspecte general
Té un bon aspecte general, tot i que es veu envellida. La forma de la capçada, més llarga que ampla (poc freqüent en alzines solitàries), la fa molt singular. Part del brancatge està sec, però no s'aprecia que la sequera posi en perill la salut d'aquest arbre. A la soca presenta una gran concavitat necrosada per dins, el qual deu tindre molts anys. És curiós veure-la envoltada d'arbres de muntanya mitjana i alta, com nogueres, bedolls i rajolets.

## Observacions
Aquesta alzina pertany a la casa de Can Cotet, pràcticament tocant al restaurant del càmping Frontera, just darrere de l'edifici. Dins la mateixa finca, a uns 250 metres de distància, hi ha una noguera silvestre que fa 2,55 m de volta de canó a 1,30 m, i dins el càmping, a davant del restaurant, hi ha un enorme cirerer, mort fa pocs anys, de 3,74 m a 1,30 m. També hi ha un interessant aranyoner arbori, de grans dimensions, a pocs metres del cirerer, arran de carretera, al costat de la tanca metàl·lica de la zona d'acampada.

## Curiositats
Durant la darrera Guerra Civil Espanyola (1936-1939) uns soldats la volien tallar per tenir llenya per a fer foc. En assabentar-se, el pare de l'actual propietari va córrer a fer gestions davant el capità per evitar que la tallessin. Actualment encara es pot veure el senyal fet per la serra d'aquells soldats.

## Accés
Des de la Seu d'Urgell, s'ha de prendre la carretera que va a Andorra (N-145) i girar al trencall del càmping Frontera, que és la carretera que duu a Arduix i Argolell (punt quilomètric 8,2). L'alzina és just a darrere del restaurant del càmping. GPS: 31T 0373549 4698510.